# Република Македония на зимните олимпийски игри 1998
Република Македония участва участва на зимните олимпийски игри в Нагано през 1998 година като това е първата зимна олимпиада, на която страната взима участие.

## Ски алпийски дисциплини
Мъже
| Скиор                 | Събитие          | Първи манш | Втори манш | Общо    | Общо  |
| Скиор                 | Събитие          | Време      | Време      | Време   | Място |
| --------------------- | ---------------- | ---------- | ---------- | ------- | ----- |
| Александър Стояновски | гигантски слалом | 1:31.83    | 1:29.34    | 3:01.17 | 36    |

Жени
| Скиор          | Събитие          | Първи манш | Втори манш | Общо    | Общо  |
| Скиор          | Събитие          | Време      | Време      | Време   | Място |
| -------------- | ---------------- | ---------- | ---------- | ------- | ----- |
| Яна Николовска | гигантски слалом | 1:38.14    | 1:51.83    | 3:29.97 | 33    |

## Ски бягане
Мъже
| Събитие              | Спортист     | Състезание | Състезание |
| Събитие              | Спортист     | Време      | Място      |
| -------------------- | ------------ | ---------- | ---------- |
| 10км класически стил | Гоко Динески | 39:39.3    | 91         |